# Valle Po
Het Valle Po is een Italiaans bergdal in de regio Piëmont (provincie Cuneo). Het dal is uitgesleten door de belangrijkste rivier van Italië: de Po. Deze rivier ontspringt op de hoogvlakte Piano del Re aan het einde van het dal.  
Vrijwel de gehele loop van de rivier is tot beschermd natuurgebied verklaard, van de bron tot aan de Adriatische Zee. Zoals bij de meeste Piëmontese bergdalen is het grootste probleem van het Valle Po de ontvolking.
De vallei opent zich in de buurt van het bezienswaardige stadje Saluzzo. In het laagstgelegen deel vindt veel fruitteelt plaats. In het centrum van het dal ligt de belangrijkste plaats Paesana, een geliefd uitgangspunt voor wandelingen in het gebergte. Bezienswaardig is de plaats niet, in de Tweede Wereldoorlog werd Paesana grotendeels verwoest. Het Valle Po wordt gedomineerd door de 3841 meter hoge berg Monviso met zijn karakteristieke piramidevormige top. Vlak bij de top ligt de oudste alpentunnel van Europa: de Buco del Viso. De tunnel ligt op 2882 meter hoogte en heeft een lengte van 75 meter. Hij is uitgehakt in het jaar 1480 in opdracht van de markies van Saluzzo.
Achter in het dal ligt Crissolo dat veel gebruikt wordt als startpunt voor excursies naar de Monviso. Niet ver van de plaats ligt het heiligdom Santo Chiaffreddo. Voorbij Crissolo voert een weg nog enkele kilometers verder naar het begin van de Piano del Re, waar ook enkele mooie bergmeren liggen.

## Belangrijkste plaatsen
- Paesana (3071 inw)
- Crissolo (210 inw.)

## Hoogste bergtoppen
- Monviso (3841 m)
- Monte Granero (3171 m)